# Iodure de titane(III)
L’iodure de titane(III), ou triiodure de titane, est un composé chimique de formule TiI3. Il s'agit d'un solide noir violacé cristallisé en forme d'aiguilles qui restent stables par chauffage sous vide poussé jusqu'à 300 °C puis se dismutent en iodure de titane(II) TiI2 et tétraiodure de titane TiI4 au-dessus de 310 °C.
Il présente une structure cristalline du système hexagonal avec le groupe d'espace P63/mcm (no 193) et les paramètres a = 714,6 pm et c = 650,2 pm. Il existe également un polymorphe de basse température de structure semblable à celle de l'iodure de zirconium(III) appartenant au système orthorhombique et au groupe d'espace Pnmn (no 59, position 3).
Le triiodure de titane peut être obtenu en faisant directement réagir du titane avec de l'iode :
2 Ti + 3 I2 ⟶ 2 TiI3.
Il peut également être obtenu par réduction du tétraiodure de titane avec de l'aluminium.